# Ercheia diffusostrigatula
Ercheia diffusostrigatula är en fjärilsart som beskrevs av Embrik Strand 1914. Ercheia diffusostrigatula ingår i släktet Ercheia och familjen nattflyn. Inga underarter finns listade i Catalogue of Life.